# Myzus cymbalariae
Myzus cymbalariae är en insektsart. Myzus cymbalariae ingår i släktet Myzus och familjen långrörsbladlöss. Inga underarter finns listade i Catalogue of Life.